# 古爾賈阿尼市鎮

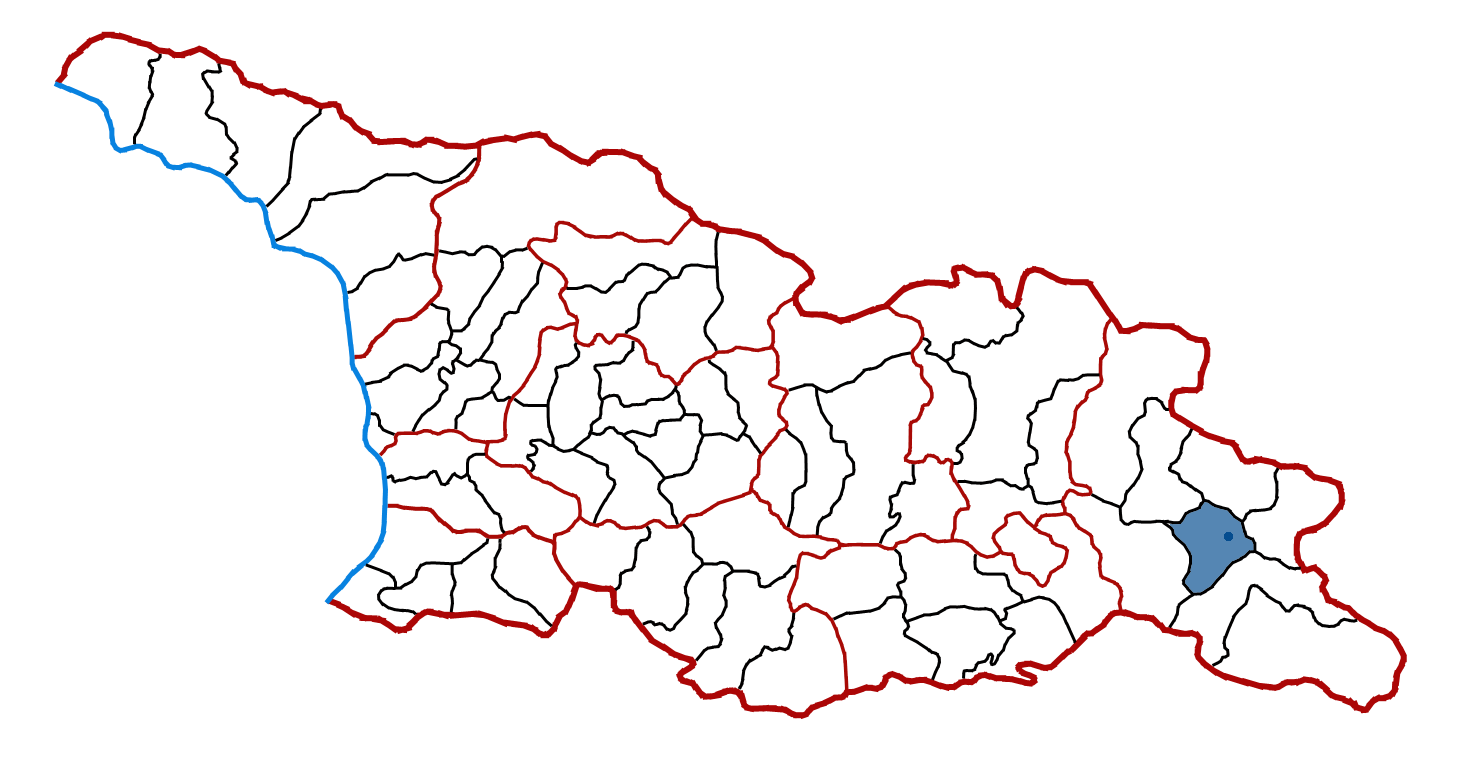
古爾賈阿尼市鎮在格鲁吉亚的位置

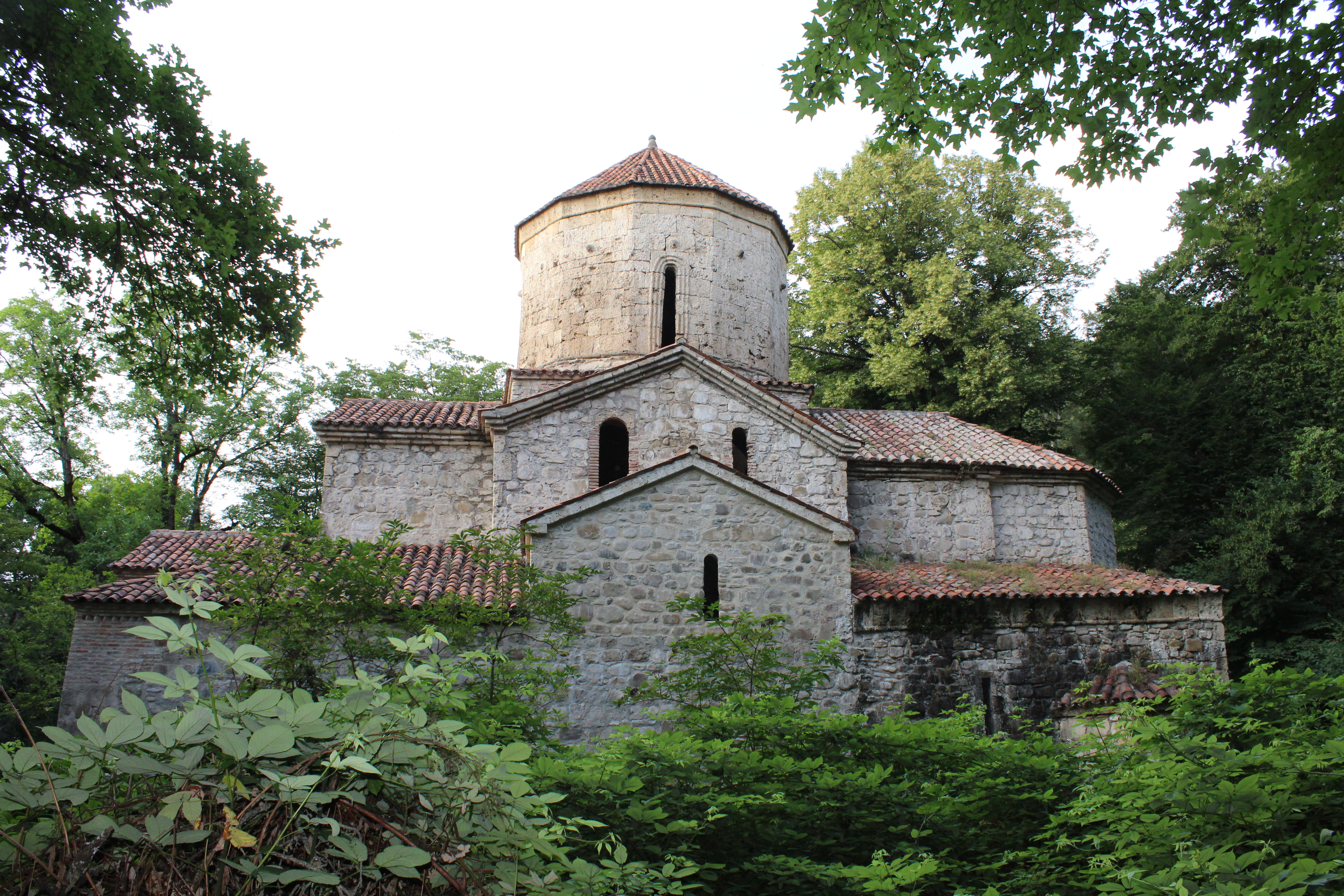
修道院

古爾賈阿尼市鎮，是格魯吉亞东部卡赫蒂大区的市镇，行政中心为古爾賈阿尼。市镇面積为846平方公里，2014年人口数量为54,337人，人口密度每平方公里86人。